# Rastede

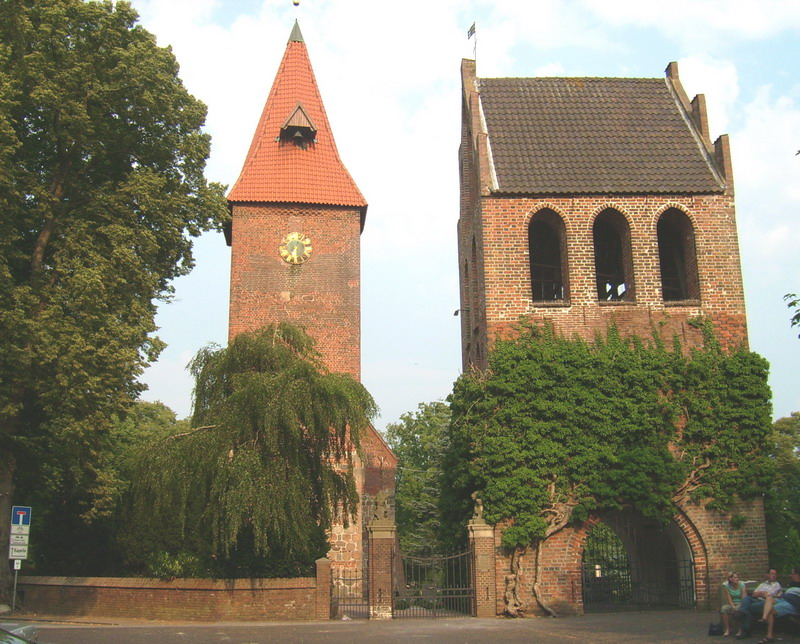
Sankt Ulriks kyrka

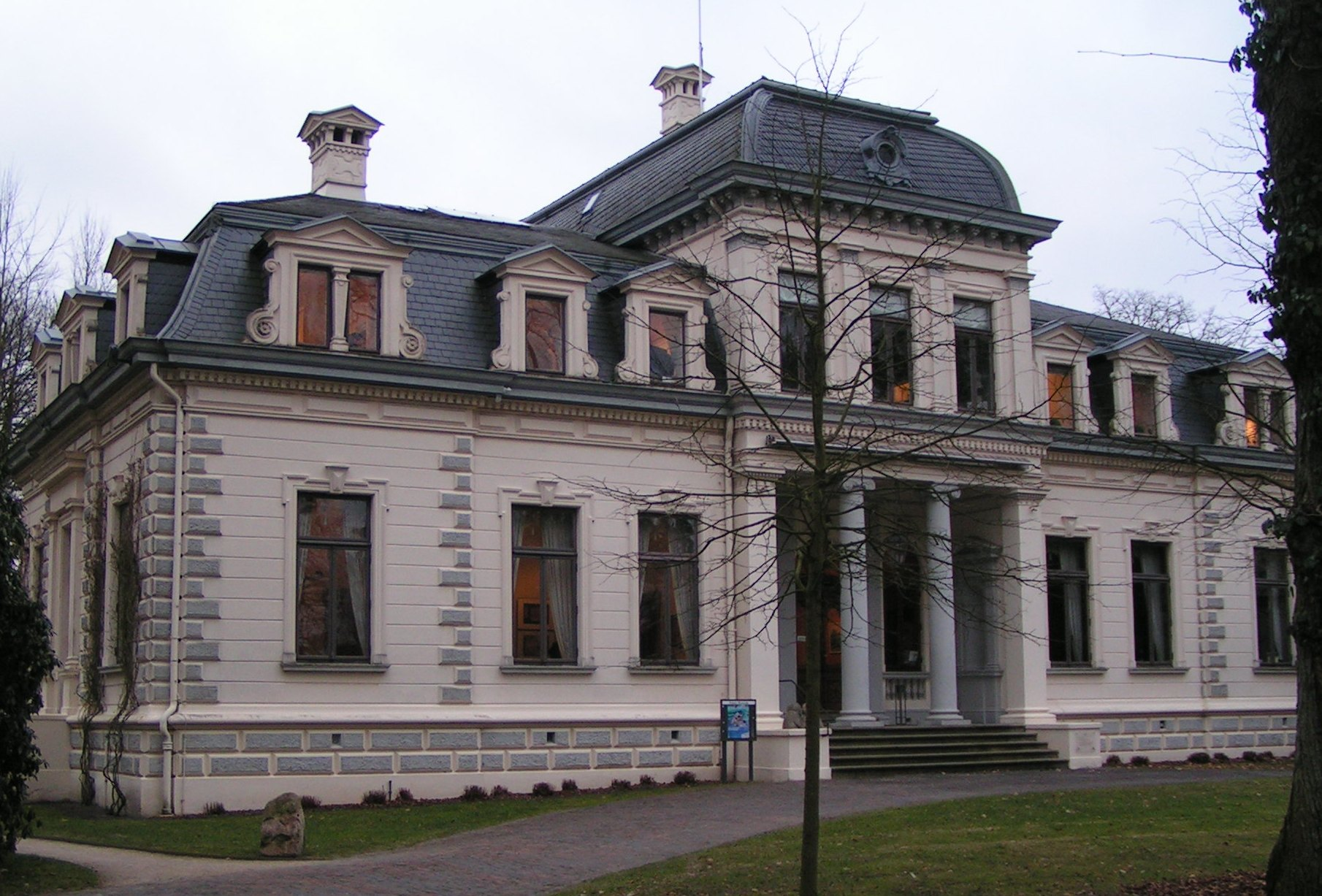
Arvprinsens palats

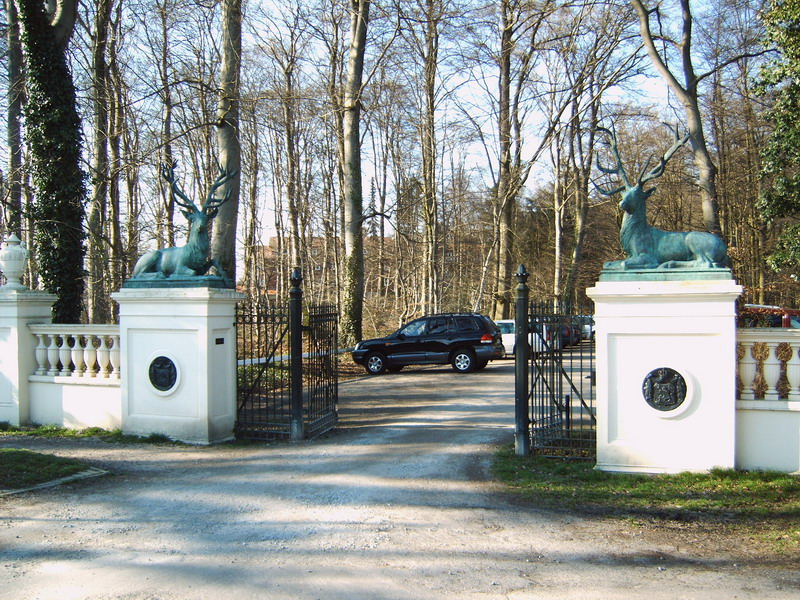
Ingång till slottsparken

Rastede är en kommun i det nordvästtyska distriktet Ammerland i delstaten Niedersachsen. Rastede ligger 12 km norr om Oldenburg och har cirka 23 000 invånare.

## Geografi
Rastede ligger på det nordtyska låglandet nära Nordsjön. Kommunen gränsar till Wiefelstede i Ammerland, Varel i Friesland, Jade och Elsfleth i Wesermarsch samt staden Oldenburg.

## Historia
Rastedes historia börjar 1059 i samband med att greve Huno von Rüstringen låter bygga Sankt Ulriks kyrka. Det är första gången som Rastede omnämns i skriftliga källor. År 1091 grundas ett Benediktiner-kloster nära kyrkan. Klostret i Rastede kom att äga mark i stora delar av norra Tyskland och bli av stor vikt för kyrkan i Nordtyskland. Rastedes kloster kom att bli hemmakloster för grevarna av Oldenburg och dessa bodde också tidvis i Rastede.
Rastedes strategiska läge längs vägen mellan Bremen och Friesland (Friesische Heerstraße) bidrog till att ortens ekonomiska uppgång.
Under den av bondebefolkningen fruktade greve Gerd der Mutige byggdes klostret ut till en fästning (1476). I samband med reformationen i Oldenburg stängdes klostrets religiösa verksamhet och det övergick i grevefamiljens ägo. År 1565 inrättades regionens första folkskola i Rastede av greve Kristofer av Oldenburg. I början på 1600-talet lät greve Anton Günther av Oldenburg bygga om klostret till sommarresidens och jaktslott.
Efter Anton Günthers död 1667 blev grevskapet Oldenburg danskt och en period av förfall och ekonomisk stagnation inleddes. Under en mycket kort period 1773 tillföll orten Ryssland, men blev snart åter en del av Oldenburg som nu hade blivit hertigdöme.
Under den danska tiden kom slottet i privat ägo men 1777 köpte hertig Peter Fredrik Ludvig det tillbaka och lät dessutom bygga ut det. År 1810 annekterades hertigdömet Oldenburg av Frankrike och förblev franskt fram till 1813. Tillsammans med Wiefelstede bildade Rastede en egen kanton inom Arrondissement Oldenburg i Département des Bouches du Weser.
1867 kom järnvägen mellan Bremen, Oldenburg och Wilhelmshaven till Rastede, vilket innebar en ny period av ekonomiskt uppsving för orten. Revolutionen i Tyskland 1918 innebar att monarkin i Oldenburg avskaffades och att storhertig Fredrik August II drog sig tillbaka från regeringen. Sommarresidenset i Rastede blev hans permanenta bostad.
Under andra världskriget förstördes endast ungefär 3 procent av orten, vilket ledde till att många flyktingar kom till Rastede efter kriget och befolkningen fördubblades. 1946 blev Rastede en del av den nygrundade delstaten Niedersachsen. I samband med 900-årsjubileet 1959 invigdes ortens nya rådhus.

## Näringsliv
Rastede ligger längs järnvägen mellan Wilhelmshaven och Oldenburg. Genom kommunen går motorvägarna A29 och A293. Den planerade motorvägen A22 kommer att gå strax utanför Rastede.